# Трезвый водитель
Трезвый водитель — концепция, когда группа друзей, собирающихся на попойку (в бар, ресторан, на природу), выбирает одного водителя, который откажется от алкоголя и сможет развезти всех по домам по окончании вечера. «Трезвый водитель» должен оставаться трезвым, так как вождение в пьяном виде запрещено в большинстве стран мира: порог составляет от 0 до 0,5 промилле в зависимости от страны, и даже пара рюмок может превысить разрешённый порог.

## История
Концепция «трезвого водителя» появилась в Скандинавии в 1920 гг., и была развита в 1980 гг..
Эта концепция была заимствована в США в 1988 году благодаря проекту Harvard Alcohol, инициатива факультета здоровья при Гарвардском университете. С массовым участием телевидения, и голливудских киностудий, кампания популяризовала идею через социальную рекламу. Департамент по транспорту США в своих роликах использовал фразу «друзья не позволяют друзьям водить пьяными».
Президент США Билл Клинтон активно участвовал в развитии программы в Америке, выделяя эфирное время для социальной рекламы, продвигающей идею «трезвого водителя».
При помощи большого количества общественных организаций идея «трезвого водителя» обрела национальную известность в США. Согласно опросам, люди всё активнее используют идею «трезвого водителя». Это считается главным фактором снижения количества ДТП, связанных с алкоголем, в США в 1988—1994 годах.
Некоторые организации, в особенности при американских университетах, такие как RamRide в Университете Колорадо в Форт Коллинз, Колорадо, CARPOOL в Университете Техаса, Drive Safe Kalamazoo в Университете Западного Мичигана, программа «BUSY» в школе Галфпорт в Галфпорт, Миссисипи и другие, предлагают вечером в пятницу и субботу бесплатные поездки из баров, ресторанов и стадионов до дома.
В 1995 году в Бельгии была запущена программа «Bob», призванная снизить количество ДТП, связанных с употреблением алкоголя, благодаря концепции «трезвого водителя». Программа Bob была адаптирована Нидерландами и Грецией. В Бразилии с 2005 года компания по производству алкогольной продукции Diageo использует концепцию «трезвого водителя», чтобы убедить водителей отказаться от вождения в пьяном виде.
Начиная с 90-х годов XX века, услуга такси «трезвый водитель» стала популярна и в России и на Украине.

## Недостатки
Несмотря на то, что концепция популярна, люди зачастую не умеют правильно её использовать. Часто группа приезжает на нескольких автомобилях, вместо того чтобы договориться заранее и выбрать одного «трезвого». Даже когда удаётся договориться заранее, выбрать «трезвого» и приехать на одной машине, «трезвый водитель» не всегда остаётся трезвым.
С другой стороны, эксперимент, проведённый на границе США-Мексика, показал, что бывает достаточно объявить кого-то «трезвым водителем», и он значительно меньше напьётся (в среднем 0,19 ‰ против 0,31). Для мужчин и женщин стимул вернуться абсолютно трезвым разный: для мужчин лучшим оказалось небольшое угощение, а для женщин — браслет «трезвого водителя».